# Панов, Сергей Александрович
Сергей Александрович Панов (13 мая 1989, Оренбургская область — 4 марта 2022, Украина) — российский военнослужащий, гвардии майор. Герой Российской Федерации (посмертно, 2022).

## Биография
Родился 13 мая 1989 года в посёлке Строителей Оренбургского района Оренбургской области.
В 2006 году окончил среднюю общеобразовательную школу в селе Сакмара Сакмарского района.
В 2006 году поступил в Казанское высшее танковое командное училище, которое окончил в 2010 году.
С 2010 года служил на командных должностях в Сухопутных войсках Российской Федерации, где дослужился до командира разведывательного батальона 21-й отдельной гвардейской мотострелковой Омско-Новобугской Краснознамённой ордена Богдана Хмельницкого бригады Центрального военного округа (ЦВО) в селе Тоцкое Тоцкого района Оренбургской области.
Участник военной операции в Сирии, проводимой Россией с 2015 года. Награждён боевыми медалями.
С 24 февраля 2022 года в составе своего подразделения принимал участие во вторжении России на Украину.
«За мужество и героизм, проявленные при исполнении воинского долга», указом Президента Российской Федерации от 28 марта 2022 года гвардии майору Панову Сергею Александровичу присвоено звание Героя Российской Федерации (посмертно).
Похоронен 25 марта 2022 года на новом кладбище села Сакмара Сакмарского района.
23 апреля 2022 года в Доме офицеров Тоцкого гарнизона заместитель командующего войсками Центрального военного округа по военно-политической работе генерал-майор Р. С. Миннекаев передал родственникам Панова знак особого отличия — медаль «Золотая Звезда».
Приказом Министра обороны Российской Федерации от 10 мая 2023 г. 272 «О зачислении Героя Российской Федерации гвардии майора Панова Сергея Александровича навечно в списки личного состава 21 отдельной гвардейской мотострелковой бригады 2 гвардейской общевойсковой армии Центрального военного округа» зачислен навечно в списки личного состава разведывательного батальона 21 отдельной гвардейской мотострелковой бригады 2 гвардейской общевойсковой армии Центрального военного округа.

## Награды
- Герой Российской Федерации (2022);
- Медаль ордена «За заслуги перед Отечеством» 2-й степени с мечами;
- Медаль Суворова;
- ведомственные медали Министерства обороны Российской Федерации.

## Память
- 12 июня 2022 года на здании школы Сакмарского района Оренбургской области открыта мемориальная доска, которой присвоено имя Сергея Александровича Панова (08.06.2022)[1].
- 21 сентября 2023 года перед школой Сакмарского района был открыт бюст Сергея Панова[2].